# مارك بيرنال
مارك بيرنال كاساس (من مواليد 26 مايو 2007) هو لاعب كرة قدم إسباني يلعب في مركز وسط دفاعي مع نادي برشلونة أتلتيك.

## مسيرته الكروية
ولد في بيرغا في برشلونة في كاتالونيا. بيرنال هو خريج أكاديمية الشباب لنادي بيرغا ونادي جيمناستيك مانريسا، وانتقل إلى لا ماسيا في سن السادسة حيث شق طريقه عبر فئات الشباب. في 23 يونيو 2023، وقع أول عقد احترافي له مع برشلونة حتى عام 2026. خاض أول مباراة له مع الفريق الأول مع برشلونة أتلتيك عندما خسر الفريق 1-0 في الدوري أمام يونيون ديبورتيفا لوغرينييس في 27 أغسطس 2023. سجل أول هدفين له في مسيرته الاحترافية مع برشلونة أتلتيك بفوز الفريق 3-1 على نادي سيستاو ريفر في 22 أكتوبر 2023.

## مسيرته الدولية
اُستدعى بيرنال إلى معسكر تدريبي لمنتخب إسبانيا تحت 16 عامًا في أكتوبر 2022. في أغسطس 2023، اُستدعي لمعسكر تدريبي لمنتخب إسبانيا تحت 18 عامًا. اُختير في القائمة النهائية لمنتخب إسبانيا تحت 17 عامًا في كأس العالم تحت 17 سنة 2023.
اُختير أيضًا في القائمة النهائية لمنتخب إسبانيا تحت 17 عامًا في بطولة أوروبا تحت 17 سنة 2024.

## أسلوب اللعب
بيرنال هو لاعب وسط متعدد الاستخدامات يلعب بالقدم اليسرى، وعادةً ما يلعب كوسط دفاعي، لكنه يمكنه أيضًا اللعب بشكل هجومي أكثر إذا تطلب الأمر. يتمتع بلياقة بدنية قوية ومهارات تمرير جيدة. كما أنه يتميز بالهدوء ويمكنه التمرير بشكل جيد تحت الضغط.